# 1461 Жан-Жак
1461 Жан-Жак (1461 Jean-Jacques) — астероїд головного поясу, відкритий 30 грудня 1937 року.
Тіссеранів параметр щодо Юпітера — 3,158.